# フェノスカンジア

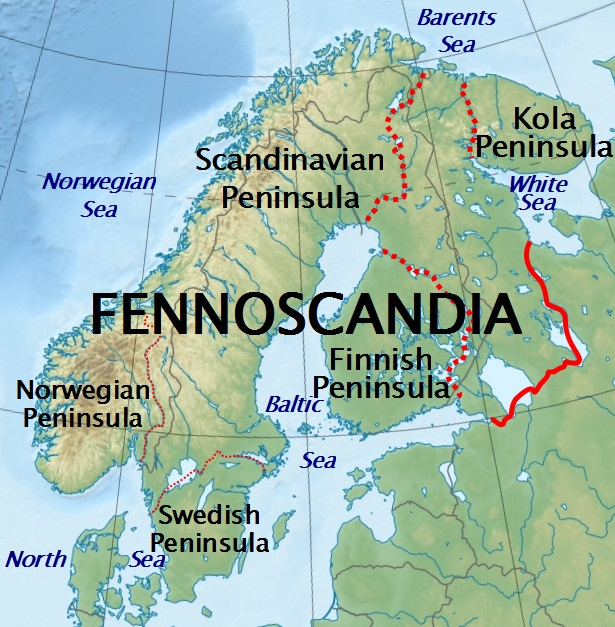
フェノスカンジア

フェノスカンジア（フェノスカンディアとも。Fennoscandia または Fenno-Scandinavia）は、地理的かつ地質学的な用語である。この語が指す地域は、スカンジナビア半島、コラ半島、カレリア、およびフィンランドである。
この語は、1898年にフィンランドの地質学者ラムセイ (Wilhelm Ramsay) が論文で提唱した。

## 地質学
この語は地質学においては、ノルウェー（カレドニア造山帯とその北西部を除く）南部、スウェーデンとフィンランド、そしてロシアの一部の基底を成すバルト楯状地 (Baltic shield) とほぼ同じ地域を指している。バルト楯状地は約35 - 30億年前に形成され、最終氷期の後、厚い氷床が融けその重量が無くなったことによる隆起が続いている。その隆起運動はフェノスカンジアの隆起 (Fennoscandian uplift) として知られている。

## 地理学
1902年にラムセイは論文において、フェノスカンジアの語が指し示す範囲の地域には地質学的なまとまりだけでなく自然環境的なまとまりも認められるとして、自然学・地理学的な用語としても用いられうる旨を提唱した。